# Sibel Schick
Sibel Schick (* 1985 in Antalya, Türkei) ist eine Journalistin, Autorin und Podcasterin.

## Leben
Sibel Schick wurde in der Türkei geboren und lebt seit 2009 als kurdische Migrantin in Deutschland. Ihre Eltern stammen ursprünglich aus Varto. Sie wohnt in Leipzig, studiert Soziologie und ist als Social-Media-Aktivistin und freie Autorin tätig. Sie schreibt für das Missy Magazine, das Türkei-Dossier der Rosa-Luxemburg-Stiftung sowie Spiegel Online und ist Kolumnistin bei taz. Ihre Themen sind die Türkei, Sexismus, Feminismus und die Rechte von Minderheiten. Bis Juli 2023 war sie drei Jahre als Kolumnistin für das nd tätig, der Titel der Reihe lautete In schlechter Gesellschaft.
Schick ist Mitbegründerin der türkischen, antisexistischen Online-Plattform erktolia.org, auf der sie sich bis 2017 gegen diskriminierende Gesetzgebungen einsetzte, sexistische Aussagen von türkischen Politikern und prominenten Persönlichkeiten anprangerte und online Kampagnen organisierte. Sie produziert einen eigenen Podcast „Scharf mit alles“ und für nd gemeinsam mit Felicia Ewert einen weiteren namens „Unter anderen Umständen“.

## Aktivitäten und Rezeption
Im Sommer 2018 sorgte sie mit ihrem im Missy Magazine erschienenen Gedicht „Männer sind Arschlöcher“, das sie mit dem Hashtag #menaretrash auf Twitter verbreitete für erhitzte Diskussionen. Der Hashtag wurde zum meistgeteilten Twittertrend im deutschsprachigen Raum. Ursprünglich war er 2016 in Südafrika aufgekommen, um auf Gewalt gegen Frauen aufmerksam zu machen. Als die südafrikanische Bloggerin Rufaro Samanga 2017 damit den Mord eines Mannes an seiner 22-jährigen Freundin anprangerte, gewann #menaretrash an Popularität.
Während Marc Felix Serrao in der NZZ einen „neuen Tiefpunkt“ des „Netzfeminismus“ sah und seine Redaktionskollegin Claudia Baer „die Opferrolle der Frau“ zementiert fand, spaltete der von Schick genutzte Hashtag nach Wahrnehmung von Meedia die Twitter-Community. Jutta Ditfurth kritisierte die Pauschalisierung als „anti-emanzipatorische, regressive Sackgasse“. Ein „bewusster Angriff und Provokation gegen Männer“ erschienen Katja Belousova (Die Welt) Aufsatz und Hashtag von Schick zu sein. Ergebnis seien z. B. die „misogynen Kommentare des umstrittenen Moderators Niels Ruf“, der Frauen als „Fotzen“ und „Netzfeminazis“ beschimpfte. Zustimmung erntete Schick beispielsweise von Daniel Schulz (taz) mit seinem Hinweis, dass gesellschaftliche Veränderung nur in Ausnahmefällen mit Anstand erreicht würden und bei Watson, wo Jo Stowasser es als wesentlichen Unterschied empfand, ob er „Gruppen pauschal beurteile, die von Diskriminierung betroffen sind, wie zum Beispiel Frauen oder Muslime, oder ob ich eine Gruppe pauschal beurteile, die das ganze System für sich optimiert hat und nicht von Diskriminierung betroffen ist, wie Männer.“
Sibel Schick setzt sich für einen intersektionalen Feminismus ein. So kritisierte sie 2019 die oft in der Emma veröffentlichende Karikaturistin Franziska Becker, als diese durch den Journalistinnenbund mit der Hedwig-Dohm-Urkunde ausgezeichnet wurde. Die Zeichnungen von Kopftuch tragenden Frauen seien islamfeindlich und rassistisch, mit dem Preis werde eine Arbeit ausgezeichnet, die frauenfeindlich sei und Gewalt gegen Frauen fördere, so Schick. Mitten in einer Debatte über rechtsextremistischen Terror bediene die Vorstellung vieler Burkas auf der Straße rechte Narrative und sähe ausgesprochen unglückselig aus. Alice Schwarzer, Herausgeberin der Emma, verteidigte Becker in einem Statement und sprach von einer „Verleumdungskampagne“, eine kritische Stimme solle mundtot gemacht werden, dies laufe auf Zensur hinaus. Becker selbst bezeichnete Schicks Vorwürfe als „absurd“. Ihre Zeichnungen seien nicht islamkritisch, sondern Islamismus-kritisch gemeint. Deutsche Frauen würden die Unterdrückung von Frauen „relativieren“.
Im Dezember 2019 initiierte Schick eine an Innenminister Horst Seehofer und Justizministerin Christine Lambrecht gerichtete Online-Petition zum besseren Schutz der Opfer von Hasskriminalität im Internet. Nachdem der damalige FAZ-Blogger Don Alphonso 2018 einen Text über sie veröffentlicht hatte, erhielt sie Drohungen; ihre Privatanschrift und Arbeitsstelle wurden im Internet veröffentlicht (Doxing). Schick erhielt Waren geliefert, die sie nie bestellt hatte; in ihrem Briefkasten fand sie Vergewaltigungsdrohungen. In der Petition forderte Schick härtere Strafen für Hassrede, Beleidigung, Rufmord und Verleumdung und einen besseren Opferschutz. Insbesondere geht es ihr auch um die Verantwortlichkeit von als Multiplikatoren agierenden Accounts mit vielen Followern. Das Medienmagazin Journalist schrieb „Schick hat schon mehrmals erlebt, wie es ist, wenn Journalist*innen 'Troll-Methoden anwenden‘ […] ‚Die suchen sich irgendeinen Tweet […] und versehen ihn mit einem provokanten Drüberkommentar - mit der Absicht, dass ihre Follower die Drecksarbeit erledigen.‘“ Stand April 2022 haben 199.454 Personen die Petition unterzeichnet.
In der 2019 erschienenen Anthologie Freie Stücke beschäftigt sich Sibel Schicks persönliches Essay Scham.Haare „mit dem langen Leidensweg, der für fast jedes Teenagermädchen mit dem ersten Haarwuchs auf Beinen, Genitalien und allen übrigen Körperteilen beginnt“, so Lea Schneider in der Süddeutschen Zeitung. Der Text wandere „in einem mühelosen Bogen“ von der Großmutter, die dem zehnjährigen Mädchen gegen seinen Willen mit bloßen Händen die Achselhaare ausreißen will, zum ersten Sex mit einem kurdischen Liebhaber.

## Publikationen
- Deutschland schaff’ ich ab – ein Kartoffelgericht. Sukultur, 2019. ISBN 978-3-95566-108-3
- Scham.Haare. In: Sonja Eismann und Anna Mayrhauser (Hrsg.): Freie Stücke. Geschichten über Selbstbestimmung. Edition Nautilus, 2019. ISBN 978-3-96054-185-1, S. 86–98
- Hallo, hört mich jemand? Rassismuskritische und feministische Kolumnen und Kommentare. Edition Assemblage, Münster 2020. ISBN 978-3-96042-092-7
- Weißen Feminismus canceln. Warum unser Feminismus feministischer werden muss. S. Fischer Verlag, 2023. ISBN 978-3-10-397549-9